# Óbaku
Az óbaku iskola (japán: 黄檗宗, óbaku sú) a japán buddhizmusta zen egyik iskolája a szótó és a rinzai mellett. A Manpukudzsi templom az óbaku legfőbb temploma. Az iskola altemplomainak száma Japán szerte 420 templom volt 2006-ban. Az óbaku iskolát a 17. században alapította a japán Udzsi városban található Manpukudzsi templomban, a egy csoport kínai buddhista mester és az ő japán tanítványaik. A Kínából érkezett szerzetesek többsége kalligráfus volt, és az óbaku egyik alapítója Jin-jüan Lung-csi és további két mester, Mokuan Sótó és Szokuhi Njoicu, japán híres kalligráfusai közé tartoztak.
A kínai lin-csi iskolából eredő óbakut rokoni szálak fűzik a rinzai iskolához, ám erőteljesebben figyelhető meg benne a kínai hatás. Ma az összes óbaku apát az ótókan vonalba tartozik – ahogy a rinzai is – ezáltal a gyakorlatok is egészen hasonlatosak, bár ez korábban nem volt így. A történelem folyamán az óbakut lekicsinylő nevezték úgy is, hogy „nembucu zen”, amely az iskola zen és Tiszta Föld buddhizmus gyakorlataira vonatkozott. Ma már az óbaku és a rinzai templomok és kolostorok között külsőre nincs sok különbség. Statisztikailag Japán legkisebb tagságú zen iskolája az óbaku, amely a rinzaihoz hasonlóan konzervatívabb és intellektuálisabb, mint a szótó.

## Története

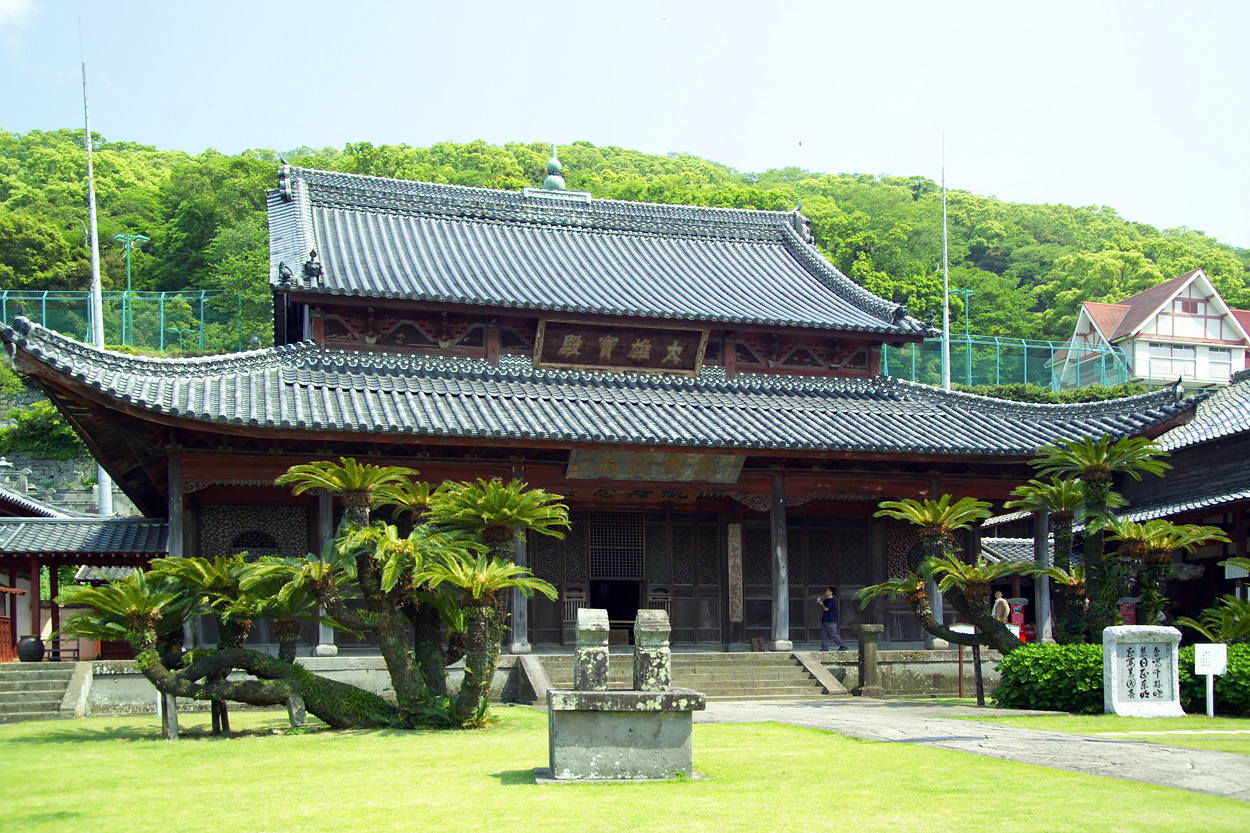
A Kófukudzsi meditációs terme Nagaszakiban

Az óbaku iskola alapját jelentő lin-csi vallás-filozófiai irányzat 1620 körül érkezett meg Japánba, amikor a sógunátus engedélye után kínai kereskedők érkeztek Nagaszakiba. A kínaiak kérése volt, hogy a vallási szükségleteik kielégítése érdekében kolostort építhessenek késői Ming stílusban. Ennek kapcsán érkezett Japánba 1654-ben a lin-csi iskola mestere Jin-jüen Lung-csi (japán: Ingen Rjúki), néhány tanítványával együtt. Jin-jüannak kapóra jött az utazás, ugyanis Kínában éppen szörnyű háború dúlt. Jin-jüant három templom fejlesztésére kérte fel a kínai közösség. Ezt a három templomot Nagaszakiban úgy nevezték, hogy a „jó szerencse három temploma”. Ez a három a következő: Kófukudzsi, Fukuszaidzsi és Szófukudzsi. Később egyre több japán tanítvány is csatlakozott az iskolához. A helyi tanítványok elérték, hogy Jin-jüan engedély mellett áttegye székhelyét Kiotóba, ahol tanítványa Rjúkai Sószen szerette volna, ha Jin-jüan lett volna a Mjosindzsi rinzai templom apátja. A rinzai hatóságok nem örültek ennek, emiatt Jin-jüan belekezdett az óbaku jelenlegi fő templomának építésébe 1661-ben, amely az óbaku alapításának dátumaként vonult be a japán buddhizmus történetébe. Nyolc év alatt épült fel a kínai Ming-dinasztia stílusát használó templom
A helyi bakufu vezetők engedélye mellett az óbaku iskola részt vett a rinzai felélesztésében. Viszont ebben a korban a Manpukudzsiban használt gyakorlatok eltértek a többi rinzai templométól. A megközelítésmód sokkal több kínai elemet hordozott. Jin-jüan által bekerültek elemek a ezoterikus buddhizmusból illetve a Tiszta Föld hitvilágából. A zenben általában az ülőmeditáció és a kóan gyakorlata a leglényegesebb, a kultikus szertartások másodlagos fontosságúak. Mivel az óbaku a rinzai hagyományhoz tartozott, így a zazen és a kóan szintén a mindennapi gyakorlatok közé tartozott, ám a szertartásoknak is fontos szerepük volt. Ezenfelül, az óbaku kolostorokban és templomokban követték az ún. óbaku singi gyakorlatát, amely olyan kínai elemeket hordozott, mint a nembucu recitálása (dháraní), valamint igyekeztek megőrizni a csoport kínai jellegét. Az óbakuban olyan szútrákat is kántáltak kínai zenére, amelyek a Tiszta Föld buddhizmusból származtak.

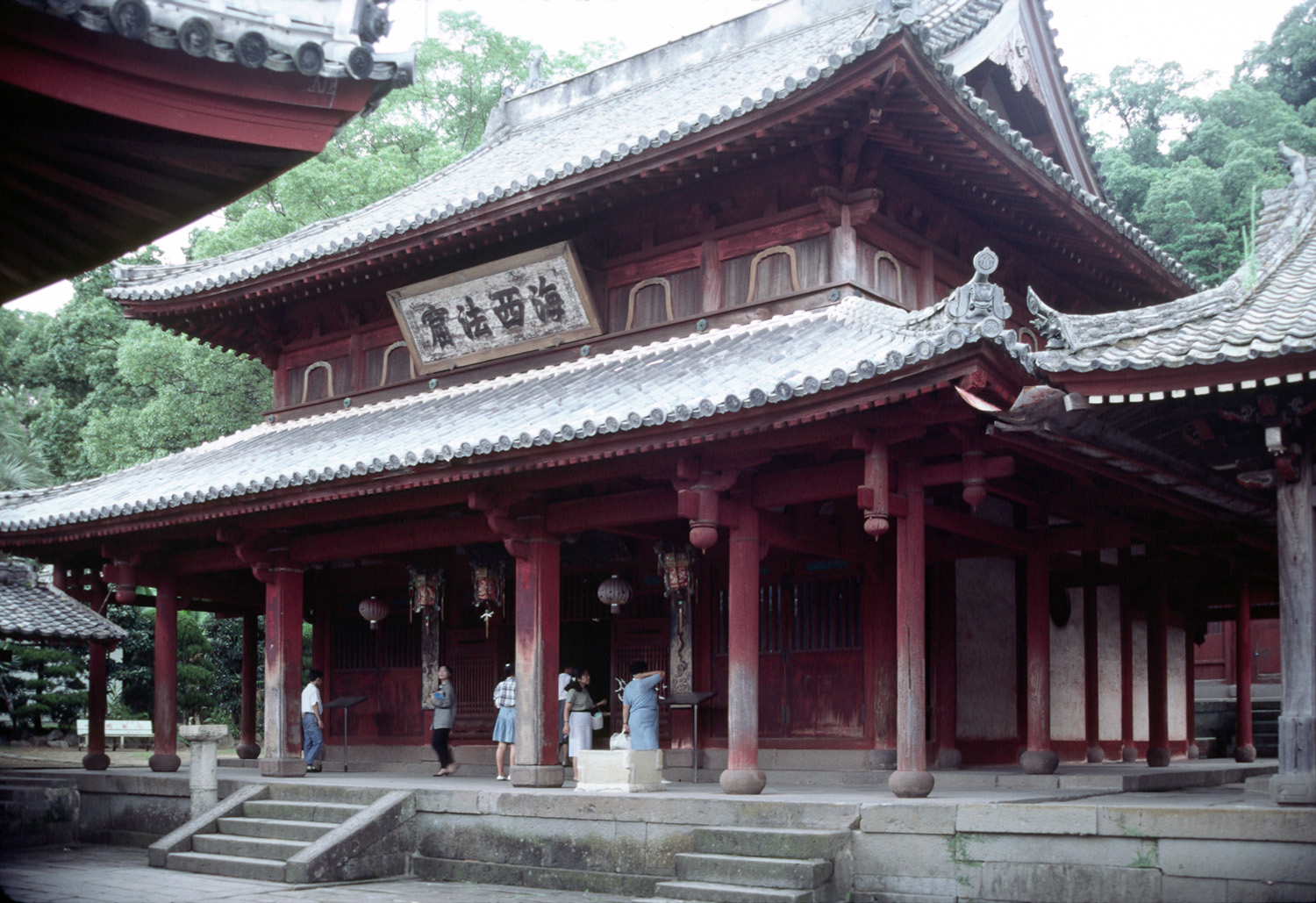
A Szófukudzsi meditációs nagyterme Nagaszakiban

Jin-jüan 1664-ben vonult vissza és 1673-ban hunyt el. Az ekkortájt Japánban érkező többi szerzetes a Manpukudzsi megkezdett hagyományát kívánta folytatni. Jin-jüan tanítványai közül a legkiemelkedőbb Mokuan Sótó volt, aki a templom második apátja lett 1664-ben. Az iskola irányítását bevándorló kínai szerzetesek látták el, majd japán tanítványaik az ország egész területén építettek további templomokat. Kezdetben igen népszerű volt ez az iskola Japánban. Később az óbaku negyedik vezetője,  Tu-csan Hszing-csung (Dokutan Sótei) intézkedéseivel lerombolta az iskola népszerűségét, miután például a nembucu recitációra túl nagy hangsúlyt fektetett, és egyesek a „Nembucu Dokutan” csúfnévvel illették.
Az óbaku egyik legfontosabb alakja Tecugen Dókó volt (1630 – 1682), aki a átírta a Ming-kori Tripitaka teljes szövegét fatáblákra, amely később a „Tecugen-ban” (Tecugen kiadás) vagy „Óbaku-ban” nevet kapta. Raised as part of the Jōdo Shinshū of Japan, Tetsugen first met Yinyuan in 1655 at Kōfuku-ji in Nagasaki and eventually came to join the Ōbaku. Az iskola első japán származású apátját (Rjútó Gentó) 1740-ben nevezték ki. 1786-tól az óbaku élére kizárólag japán vezetőt választottak.

## Nevezetes templomok

### Fő templom
- Manpukudzsi

### Altemplomok
- Fukuszaidzsi
- Kófukudzsi (Nagaszaki)
- Sóhódzsi (Gifu)
- Szófukudzsi (Nagaszaki)